# Volas Karoters
Volas Hjum Karoters (/kəˈrʌðərz/; 27 april 1896 – 29 april 1937) bio je američki hemičar, inventitor i lider of organske hemije u Dupontu, zaslužan za pronalazak najlona.
Karoters je bio vođa grupe u laboratoriji Dupontova ekperimentalna stanica u blizini Vilmingtona u Delaveru, gde je najveći deo inicijalnih istraživanja polimera urađen. Karoters je bio organski hemičar koji je, osim što je prvi razvio najlon, takođe pomogao da se postave temelji za neopren. Nakon što je doktorirao, predavao je na nekoliko univerziteta pre nego što ga je DuPont angažovao da radi na fundamentalnim istraživanjima.
On se oženio Helenom Svitman 21. februara 1936. Karoters je ispaštao od perioda depresije još od mladosti. Uprkos uspeha sa najlonom, osećao je da nije postigao mnogo i da mu je ponestalo ideja. Njegovo nezadovoljstvo je pogoršala smrt njegove sestre, i 28. aprila 1937. godine on je izvršio samoubistvo konzumirajući kalijum-cijanid. Njegova ćerka Džejn je rođena 27. novembra 1937. godine.

## Obrazovanje i akademska karijera
Karoters je rođen 27. aprila 1896. godine u Berlingtonu u Ajovi, od oca Ajre i majke Meri Evaline Karoters. On je bio najstariji od četvoro dece. Imao je jednog brata i dve sestre: Džon, Izabel i Elizabet. Kao dečak, Karoters je bio očaran alatima i mehaničkim uređajima i proveo je mnogo sati eksperimentišući. On je pohađao javnu školu u De Mojnu u Ajovi, gde je bio poznat kao savestan učenik. Nakon mature, i pod pritiskom oca, Karoters se upisao na Trgovački koledž u prestonici Ajove, gde je njegov otac bio potpredsednik, završivši nastavni plan i program računovodstva i sekretarski program u julu 1915. godine.
Septembra 1915. godine upisao je Takrio koledž u Misuriju. Iako je u početku bio na studijama engleskog, prešao je na hemiju pod uticajem Artura Pardija, šefa tog odeljenja. Karoters se toliko istakao u hemiji da je pre diplomiranja postao instruktor hemije i studirao kao i predavao viši kurs kada je Pardi napustio, da bi postao predsednik odseka za hemiju na Univerzitetu Južne Dakote. On je diplomirao na Tarkiju 1920. godine u svojoj 24. godini. Zatim je otišao na Univerzitet u Ilinoisu da uradi magistraturu. Magistrirao je 1921. godine, pod rukovodstvom profesora Karla Marvela.
Tokom školske godine 1921–22, Karoters je imao jednogodišnje poziciju instruktora hemije na Univerzitetu Južne Dakote. Upravo je na Univerzitetu Južna Dakota započeo nezavisno istraživanje koje je rezultiralo člankom koji je prihvaćen za objavljivanje u Journal of the American Chemical Society. U ovom radu je izvestio o merenjima fizičkih svojstva fenil izocijanata i diazobenzen-imida (danas poznat kao fenil azid). Svojstva imaju vrlo slične vrednosti, što ga je dovelo do zaključka da je struktura drugog jedinjenja , sa tri atoma azota u linearnom lancu, a ne u prstenu kako se prethodno mislilo.
Vratio se na Univerzitet u Ilinoisu da bi doktorirao pod Rodžerom Adamsom. Doktorirao je 1924. godine. On se specijalizovao za organsku hemiju, a isto tako se bavio fizičkom hemijom i matematikom. On je radio kao istraživački saradnik tokom 1922–1923 i dobio je Kar stipendiju za 1923–24. Ovo je bila najprestižnija nagrada koju je univerzitet nudio u to vreme. Iniciran je u Alfa hi sigmu 1926. godine kao član Zeta odseka na Univerzitetu u Ilinoisu. Nakon što je doktorirao, Karoters je dve godine boravio na Univerzitetu u Ilinoisu kao instruktor organske hemije.
Godine 1926, Karoters se preselio na Harvard univerzitet. Ponovo je bio instruktor organske hemije. Džejms B. Konant, koji je postao predsednik Harvard koledža 1933. godine, rekao je za Karotersa:
U svom istraživanju, dr. Karoters je čak i u ovo vreme pokazao visok stepen originalnosti koji je obeležio njegov kasniji rad. Nikada nije bio zadovoljan da sledi utrt put ili da prihvati uobičajena tumačenja organskih reakcija. Njegovo prvo razmišljanje o polimerizaciji i strukturi supstanci visoke molekulske težine počelo je dok je bio na Harvardu. 
DuPont je 1927. godine odlučio da finansira fundamentalno, čisto istraživanje: istraživanje koje nije namerno usmereno na razvoj komercijalnih proizvoda. Karoters je otputovao u Vilmington u Delaveru, kako bi diskutovao o mogućnosti da bude zadužen za organsku hemiju u novoj DuPontovoj laboratoriji za fundamentalna istraživanja.

## Prelazak u DuPont
Odluka da napusti akademiju bila je teška za Karotersa. Isprva je odbio Dupontovu ponudu za zapošljavanje, objasnivši da „Ja patim od neurotičnih napada umanjenog kapaciteta koji bi tamo mogli predstavljati mnogo ozbiljniji hendikep nego ovde.” Uprkos ovom priznanju, upravnik Duponta, Hamilton Bradšo, otputovao je do Harvarda i ubedio Karotersa da se predomisli. Njegova plata je bila $500 mesečno u poređenju sa samo $267 na Harvardu ($3200 godišnje).
Kasnije, u pismu Vilku Makhetanzu, svom cimeru iz studentskih dana, Karoters je obrazložio svoje osećaje depresije: „Ja nalazim sebe, čak i sada, kako prihvatam nesagledive koristi proizašle iz čiste velikodušnosti i dobre volje i ne uspevam da ostvarim čak ni takav trivijalni uzvraćaj koliko okolnosti dozvoljavaju i ljudski osećaj i pristojnost zahtevaju, iz neuračunljivosti ili straha ili sebičnosti ili puke ravnodušnosti i potpunog nedostatka osećaja.”

### Neopren
Karoters je počeo da radi u Eksperimentalnoj stanici DuPonta 6. februara 1928. Sinteza polimera molekulske mase veće od 4.200, mase koju je postigao dr Emil Fišer, bio je njegov primarni cilj.
Do leta 1928. godine, Karoters se imao na raspolaganju malu grupu doktora hemije i dva konsultanta: dr Rodžera Adamsa, koji je bio njegov savetnik tokom izrade doktorske teze, i dr Karla Marvela, njegovog instruktora organske hemije na Univerzitetu u Ilinoisu. Laboratorija u kojoj su radili ti vrhunski naučnici postala je poznata kao „Hol čistoće”. Bilo je obeshrabrujuće da do sredine 1929. oni nisu proizveli polimer sa težinom većom od 4.000.
U januaru 1930. dr. Elmer K. Bolton postao je pomoćnik direktora hemijskog odeljenja, a time i Karotersov neposredni šef. Bolton je želeo praktične rezultate 1930. godine i ta mu se želja ispunila. Bolton je zamolio Karotersa da ispita hemiju acetilenskog polimera sa ciljem stvaranja sintetičke gume. U aprilu 1930. godine, jedan od članova Karotersove grupe, dr Arnold M. Kolins, izolovalo je hloropren, tečnost koja se polimerizovala da bi se stvorio čvrst materijal koji podseća na gumu. Ovaj proizvod je bio prva sintetička guma i danas je poznat kao neopren.

### Poliesteri
Iste godine, dr Džulijan V. Hil, još jedan član Karotersovog tima, ponovo je započeo rad na pokušaju proizvodnje poliestera molekulske težine od preko 4.000. Njegovi napori su ubrzo naišli na veliki uspeh kada je proizveo sintetički polimer molekulske težine od oko 12.000. Velika molekulska masa omogućila je da se rastopljeni polimer razvuče u vlaknaste niti. Tako je stvorena prva sintetička svila, koju su hemičari opisali kao superpoliester.
Poliesteri i poliamidi su primeri kondenzacijskih polimera nastalih postupnom polimerizacijom. Karoters je razvio teoriju postupne polimerizacije i izveo Karotersovu jednačinu koja povezuje prosečni stepen polimerizacije sa frakcionom konverzijom (ili prinosom) monomera u polimer. Ova jednačina pokazuje da je za veliku molekulsku masu potrebna veoma velika frakciona konverzija (samo za polimere stepenastog rasta).
Hil je takođe proizveo sintetička vlakna koja su elastična i jaka kombinujući glikole i diacide i zagrevajući pod sniženim pritiskom, koristeći molekulsku destilaciju da ukloni poslednje tragove vode stvorene u reakciji kondenzacije. Nažalost, proizvedena vlakna se nisu mogla komercijalizovati, jer su se pretvarala u lepljivu masu kada se stave u vruću vodu. Karoters je tokom nekoliko godina obustavio svoja istraživanja polimera.

## Patenti
- U.S. Patent 1.995.291 "Alkylene Carbonate and Process of Making It", filed November 1929, issued March 1935
- U.S. Patent 2.012.267 "Alkylene Ester of Polybasic Acids", filed August 1929, issued August 1935
- U.S. Patent 2.071.250 "Linear Condensation Polymers", filed July 1931, issued February 1937

## Literatura
- Hermes, M (1996). Enough for One Lifetime.
- Nelson, Richard R. (april 1959). „The Economics of Invention: A Survey of Literature”. The Journal of Business. Chicago: University of Chicago Press. 32 (2): 101—127. doi:10.1086/294247.

## Spoljašnje veze
- „Wallace Hume Carothers”. Science History Institute.
- „Wallace Carothers:1928”. DuPont Heritage website. Архивирано из оригинала 27. 03. 2012. г. Приступљено 16. 2. 2010.